# 國立公共資訊圖書館
國立公共資訊圖書館（簡稱國資圖）位於臺中市南區，是臺灣三所國立圖書館之一，為中部最大的圖書館，前身為1923年成立的臺中州立圖書館。該館以推廣全民終身學習，提供數位資源服務，以及輔導地方公共圖書館為主要發展業務。公共資訊圖書館歷經3次遷館、4次改名及多次改隸，並在臺灣省政府之駐地設有黎明分館和中興分館。
公共資訊圖書館是一所以數位化為主題的公共圖書館，提供了豐富的數位資源服務，包含電子書、電子雜誌與報紙，以及兒童繪本、語言學習、數位典藏和各個學門主題之資料庫，並設有數位休閒中心、數位美術中心、數位資源區、數位錄音室、語言學習區、視聽欣賞區等數位硬體設施。該館還有針對兒童、青少年、老人、聽視障者等不同讀者群體的專區，如兒童學習中心、青少年區、樂齡學習資源服務區、聽視障資訊中心，也設有文化交流與展示的場所，如多元學習教室、原住民族資料區、新住民服務區、留學資料區、美英法比利時等國的資料中心。其特藏文獻包括日文舊籍、二戰後的臺灣文獻、民初線裝書、中國方志、法院裁判書彙編、亞洲開發銀行出版品等。

## 歷史沿革
1920年，國立公共資訊圖書館（現稱）在臺中州知事加福豐次的倡議下成立:135，以臺中州知事舊官舍2樓為臨時館址；隨後移至臺中公園內，並在1921年正式開館。1923年5月15日，該館定名為臺中州立圖書館，正式設立:135。1928年，因舊館空間狹窄，開始在臺中州臺中市大正町建設新館:135。1929年10月，臺中州立圖書館遷至新館。1946年3月1日，更名為臺中縣立臺中圖書館。1946年3月6日，再改名為臺灣省立臺中圖書館（簡稱省中圖），隸屬於臺灣省行政長官公署教育處，首任館長莊垂勝上任。
1947年5月，臺灣省政府成立，臺灣省立臺中圖書館改隸屬於臺灣省政府教育廳。1972年3月24日，位在精武路的新館與所屬的中興堂完工，臺灣省立臺中圖書館遷館至此，並曾計畫改名為「臺灣省立中正圖書館」、「中正廳」，但沒有實現。1976年6月12日為配合臺灣省政府政策成立黎明分館，並於1997年10月23日改隸臺灣省政府文化廳。1999年7月，該館因精省而改制為國立臺中圖書館（簡稱國中圖），改隸行政院文化建設委員會:135。2005年，行政院核定遷建新館為新十大建設之一:5。2007年3月9日，中興堂移撥給國立臺灣交響樂團（2012年1月再改由國立臺灣體育運動大學接管）。
2008年8月1日，國立臺中圖書館改隸中華民國教育部。2009年9月9日，新館動工，以建構數位圖書館為目標。2012年5月15日新館試營運，6月3日開幕。2013年1月1日，該館更名為國立公共資訊圖書館（簡稱國資圖），同時將臺灣省政府圖書館收編為中興分館；而位在精武路的舊館則改為精武分館，於2013年8月1日開始以ROT方式重新營運。精武分館於2015年11月改由臺中市立圖書館營運，館名改為精武圖書館。
- 國立公共資訊圖書館的前身臺中州立圖書館（現為合作金庫商業銀行台中分行）
- 國立臺中圖書館總館舊址現改為精武圖書館[a]。

## 總館

### 建築
國立公共資訊圖書館佔地2.164公頃，樓地板面積約41,797平方公尺，為地上5層、地下2層的建築。該館由潘冀聯合建築師事務所在2007年11月至2008年10月設計:64:36，造價約12億新臺幣。建築的設計靈感源自於莫比烏斯帶及克萊因瓶。室內設計採用「out-side-in」的概念，將每層樓的窗景融入擺設中:72。建築外部以8種不同粒徑的白色馬賽克磁磚拼貼:74，河流律動之建築外觀源自早期台中聚落依河流（柳川、綠川）而集結，象徵知識如同經由河流反覆淘洗中，淬煉而生。
戶外地景庭園的的公共藝術「讀樂、無限、大未來」以不鏽鋼和大理石構成，並以「閱讀無限」的概念當出發點。國立公共資訊圖書館入圍2013年臺灣建築獎，並榮獲2012年IDA國際設計建築金獎及第3屆臺中市都市空間設計大獎等獎項。
- 國立公共資訊圖書館近照
- 國立公共資訊圖書館遠照
- 大門口的公共藝術大門口的公共藝術

### 樓層配置與館內設施
| 樓層    | 用途與設施 |
| ------- | --- |
| 5樓     | 人文資料、藝術資料、外文圖書、青少年區 |
| 4樓     | 自然科學、應用科學、社會科學、語文資料 |
| 3樓     | 樂齡學習資源服務區、政府出版品區、世界之窗特展區、期刊報紙閱覽區、地圖區、臺灣資料區、原住民族資料區、新住民服務區、視聽室 美國資料中心、英國資料中心、法國資料中心、比利時資料中心、多元學習教室、留學資料區 |
| 2樓     | 聽視障資訊中心、數位休閒中心、數位美術中心、數位資源區、資訊檢索區、語言學習區、視聽欣賞區、國際會議廳、藝文走廊                                                                                              |
| 1樓     | 大廳、兒童學習中心、商店區 |
| 地下1樓 | 自修室、閉架書庫、停車場 |
| 地下2樓 | 停車場 |

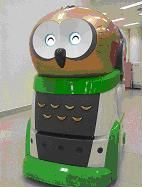
國立公共資訊圖書館的運書機器人「波比」，同時也是吉祥物之一

1996年，臺灣省立臺中圖書館（當時的名稱）完成圖書館全面自動化作業系統:4。館內包含許多創新設備，如擴增實境（AR）、體感互動裝置、Lucky books、無線射頻辨識（RFID）自動還書分檢機及各種功能的機器人等:76。在機器人方面，國立公共資訊圖書館於2011年與精密機械研究發展中心合作開發能自主運書的第一代「波比」機器人，是全臺灣最早引進機器人服務的圖書館。2017年，館方啟用第二代「NAO」機器人來提供為兒童說故事的服務。2018年10月，館方與亞太電信合作開發的第三代「凱比」機器人引入，其功能以伴學為主。
另一方面，該館設有為身障者設計的桌子及聽視障資訊中心。2015年12月，國立公共資訊圖書館榮獲「臺中市無障礙友善環境評選活動」的特優獎。

## 組織架構

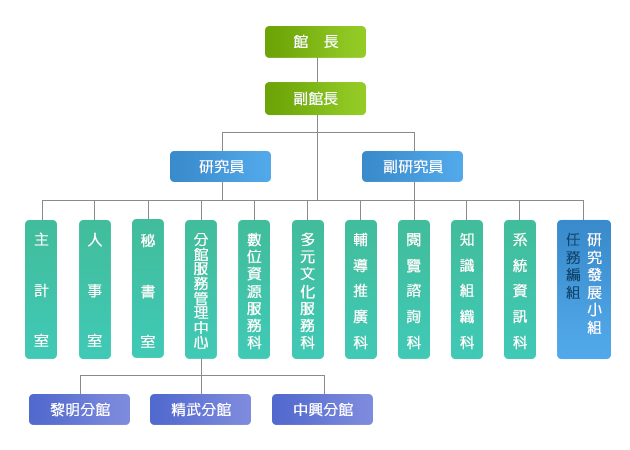
國立公共資訊圖書館組織架構圖（截止至2021年11月20日）

### 行政單位
國立公共資訊圖書館的組織架構第1層為館長、第2層為副館長、第3層為館務會議、研究員與副研究員，而第4層則包含主計室、人事室、秘書室、分館服務管理中心、數位資源服務科、多元文化服務科、輔導推廣科、閱覽資訊科、知識組織科、系通資訊科及研究發展小組等。國立公共資訊圖書館的館徽由李長沛創作，以「窗」當做設計理念。

### 分館
- 黎明分館：位於臺中市南屯區黎明新村，設立於1977年6月12日[7]，目的為服務當時省政府黎明辦公區，主體為地上4層、地下1層的建築。本館是國資圖的分館服務管理中心，負責管理各分館的各項業務。該館的總樓地板面積為942.36平方公尺，目前館藏約有7多萬冊[33]。

- 中興分館：位於南投縣南投市中興新村，改隸於2013年1月1日，初為臺灣省政府圖書館[7]，主體為地上4層、地下1層的建築。該館的樓地板面積為4,165平方公尺。截至2017年11月，中興分館的館藏約有12多萬冊[34]。

- 微型圖書館：除了2座分館外，國立公共資訊圖書館的服務範圍還包含位在彰化基督教醫院的微型圖書館[35]。微型圖書館的借閱規定大致與本館相同，除了不提供預約服務以外[35]。

- 黎明分館
- 中興分館
- 微型圖書館

## 統計

### 館藏統計
| 年份      | 紙本館藏 （件） | 數位館藏 （件） | 視聽館藏 （件） |
| --------- | --------------- | --------------- | --------------- |
| 2012年:73 | 1,102,230       | 101,871         | 121,344         |

| 年份   | 書籍 （份） | 期刊 （種/份） | 視聽資料 （件） | 聽視障資料 （件） | 其他 （件） | 電子書 （件） | 電子期刊/報紙 （種/冊） | 數位影音 （件） | 其他電子資料庫 （種/件） | 電子化館藏 （種/件） |
| ------ | ----------- | -------------- | --------------- | ----------------- | ----------- | ------------- | ----------------------- | --------------- | ------------------------ | -------------------- |
| 2013年 | 1,136,863   |                | 70,244          | 1,836             |             | 68,767        |                         |                 |                          | 92                   |
| 2014年 | 1,157,342   |                | 71,722          | 2,099             |             | 71,355        |                         |                 |                          | 101                  |
| 2015年 | 1,172,335   |                | 72,936          | 1,918             |             | 72,528        |                         |                 |                          | 105                  |
| 2016年 | 1,172,655   | 309/500        | 75,157          | 2,509             | 54,353      | 141,043       | 22,831/1,812,098        | 14,862          | 50/444,680               | 120/2,419,160        |
| 2017年 | 1,207,870   | 294/481        |                 | 2,699             | 15,655      | 142,473       | 22,831/1,812,098        | 15,143          | 50/444,680               | 120/2,420,749        |

| 年份       | 實體館藏：中外文圖書、期刊、報紙 （件） | 數位資源：電子書、電子期刊、資料庫 （件） | 非書館藏：錄音/影帶、DVD、VCD等非書資料 （件） |
| ---------- | --------------------------------------- | ----------------------------------------- | ---------------------------------------------- |
| 2018年:188 | 1,271,971                               | 183,073                                   | 137,135                                        |
| 2019年:164 | 1,295,625                               | 184,595                                   | 140,756                                        |
| 2020年:157 | 1,301,973                               | 185,717                                   | 142,950                                        |
| 2021年:164 | 1,316,343                               | 186,885                                   | 144,446                                        |

除了一般書籍以外，該館還典藏有約2,3000冊的日治時期資料、近1,5000冊的民初線裝書、約1,8000冊的政府出版品及約8,500冊碩、博士論文。此外，國立公共資訊圖書館設有期刊報紙閱覽區，並典藏了1981年後的臺灣各主要報紙的合訂本。國資圖亦有典藏外國文化相關圖書資料，計有新住民服務區的東南亞國家、美國資料中心、英國資料中心、法國資料中心及比利時資料中心。

### 讀者使用狀況
| 年份       | 實體入館人次 （人） | 圖書資料借閱人次（人） | 圖書借閱件數（件） |
| ---------- | ------------------- | ---------------------- | ------------------ |
| 2011年:161 | 1,840,765           | 512,945                | 2,179,424          |
| 2012年:161 | 1,954,998           | 395,976                | 1,752,245          |

| 年份           | 實體入館人次 （人） | 借閱人次（人） | 借閱件數（件） |
| -------------- | ------------------- | -------------- | -------------- |
| 2013年:137-138 | 2,168,831           | 537,173        | 2,553,264      |
| 2014年:131-132 | 2,131,433           | 492,059        | 2,246,011      |
| 2015年:139     | 2,118,221           | 472,782        | 2,221,533      |
| 2016年:142     | 2,187,349           | 501,871        | 2,334,962      |
| 2017年:173     | 2,250,404           | 503,556        | 2,340,540      |

| 年份       | 實體入館人次 （人） | 借閱量         | 借閱量       |
| 年份       | 實體入館人次 （人） | 實體館藏（件） | 電子書（件） |
| ---------- | ------------------- | -------------- | ------------ |
| 2018年:189 | 2,315,751           | 2,729,506      | 440,639      |
| 2019年:165 | 2,525,602           | 2,596,710      | 328,204      |
| 2020年:158 | 1,901,253           | 2,729,506      | 440,639      |
| 2021年:165 | 1,360,729           | 2,211,637      | 922,074      |

## 歷任館長
| 任職時館名                                   | 姓名   | 任職日期   | 卸職日期   | 任期      |
| -------------------------------------------- | ------ | ---------- | ---------- | --------- |
| 戰後—臺灣省立臺中圖書館 1946年3月至1999年6月 | 莊垂勝 | 1946年3月  | 1947年4月  | 1年1個月  |
| 戰後—臺灣省立臺中圖書館 1946年3月至1999年6月 | 石叔明 | 1947年4月  | 1947年6月  | 2個月     |
| 戰後—臺灣省立臺中圖書館 1946年3月至1999年6月 | 黃仍瑞 | 1947年6月  | 1963年5月  | 16年      |
| 戰後—臺灣省立臺中圖書館 1946年3月至1999年6月 | 劉紹安 | 1963年5月  | 1967年3月  | 3年10個月 |
| 戰後—臺灣省立臺中圖書館 1946年3月至1999年6月 | 宋新民 | 1967年3月  | 1976年4月  | 9年1個月  |
| 戰後—臺灣省立臺中圖書館 1946年3月至1999年6月 | 馬廣亨 | 1976年4月  | 1986年12月 | 10年9個月 |
| 戰後—臺灣省立臺中圖書館 1946年3月至1999年6月 | 陳祖榮 | 1987年4月  | 1991年11月 | 4年8個月  |
| 戰後—臺灣省立臺中圖書館 1946年3月至1999年6月 | 程良雄 | 1991年11月 |            | 11年3個月 |
| 國立臺中圖書館 1999年7月至2012年12月         | 程良雄 |            | 2003年1月  | 11年3個月 |
| 國立臺中圖書館 1999年7月至2012年12月         | 薛茂松 | 2003年1月  | 2007年1月  | 4年1個月  |
| 國立臺中圖書館 1999年7月至2012年12月         | 洪慶峰 | 2007年1月  | 2007年3月  | 3個月     |
| 國立臺中圖書館 1999年7月至2012年12月         | 楊宣勤 | 2007年3月  | 2008年7月  | 1年5個月  |
| 國立臺中圖書館 1999年7月至2012年12月         | 蘇忠   | 2008年7月  | 2010年1月  | 1年7個月  |
| 國立臺中圖書館 1999年7月至2012年12月         | 呂春嬌 | 2010年1月  |            | 6年8個月  |
| 國立公共資訊圖書館 2013年1月至今             | 呂春嬌 |            | 2016年9月  | 6年8個月  |
| 國立公共資訊圖書館 2013年1月至今             | 劉仲成 | 2016年9月  | 2022年12月 | 6年4個月  |
| 國立公共資訊圖書館 2013年1月至今             | 馬湘萍 | 2023年3月  |            |           |

## 重要獎項
2014年，國際圖書館協會（IFLA）將國立公共資訊圖書館登錄在「此生必去的1001座圖書館」名單上。此外，國立公共資訊圖書館也是臺灣第一座登錄在該名單上的圖書館。
2015年，國立公共資訊圖書館參加中華民國圖書館學會舉辦的「2015年臺灣十大非去不可圖書館」網路票選活動，但最終未能入選。

## 大眾運輸
臺鐵
- 五權車站

臺中市公車（依客運業者分）
- 臺中客運：35、41、60、82、100、101、500
- 統聯客運：23
- 中臺灣客運：37、281
- 豐榮客運：89
- 仁友客運：105

臺中市公車（依停靠站牌分）
- 公共資訊圖書館（復興路）：37、60、82、89、100、101、105、281
- 公共資訊圖書館（建成路）：35、41、500
- 公共資訊圖書館（五權南路）：23、102、281

## 外部連結
- 官方网站
- 國立公共資訊圖書館總館（页面存档备份，存于）